# Transitário
Um agente de cargas (português brasileiro) ou transitário (português europeu) é uma pessoa ou entidade que presta serviços no transporte internacional de mercadorias. É um intermediário entre o exportador ou importador e empresas de transporte e logística.
Transitários são mediadores nas operações de transporte internacional de todos os modos de transporte (transporte marítimo, transporte fluvial, transporte aéreo, transporte ferroviário, transporte rodoviário ou transporte multimodal). Organiza a ligação entre operadoras diferentes e assegura a continuidade e transporte de mercadorias através de vários meios de transporte. É também responsável pelas operações administrativas relacionadas com o transporte internacional, e os procedimentos aduaneiros, gestão financeira, créditos documentários, contratos de seguro, de representação fiscal.
As áreas de atuação laboral de um transitário são na verdade muito abrangentes. Desde empresas a pessoas particulares, os transitários têm uma função indispensável no mercado globalizado do comércio e transporte mundial. São eles que asseguram que todo o tipo de cargas possam chegar ao destino em perfeitas condições, resolvendo e mediando todos os assuntos e problemas relacionados com grandes empresas de navio cargueiro, como, por exemplo, a mundialmente famosa Maersk. Tratando ainda do desalfandegar das mercadorias retidas pelas entidades responsáveis de cada País.
O agente de carga é um intermediário do comércio exterior.  Por sua natureza, ele cria um elo entre armadores, transportadores, NVOCC, Freight Forwarders, sem assumir resposabilidade das outras partes.